# Jorge Suarez
Jorge Suarez (10 agosto 1976) è un giocatore di calcio a 5 australiano.
Utilizzato nel ruolo di giocatore di movimento, come massimo riconoscimento in carriera ha la partecipazione con la Nazionale di calcio a 5 dell'Australia al FIFA Futsal World Championship 1996 in Spagna dove la nazionale australiana è uscita al primo turno nel girone comprendente  Spagna,  Ucraina ed Egitto. Quattro anni più tardi è stato selezionato per la spedizione australiana al FIFA Futsal World Championship 2000 in Guatemala, dove ugualmente i socceroos non sono andati oltre il primo turno.